# Kandt House Museum
Le Kandt House Museum (anciennement Musée d'histoire naturelle de la maison Kandt) est un musée établi à Kigali, au Rwanda. Il est placé sous la responsabilité de l'Institut des musées nationaux du Rwanda. 

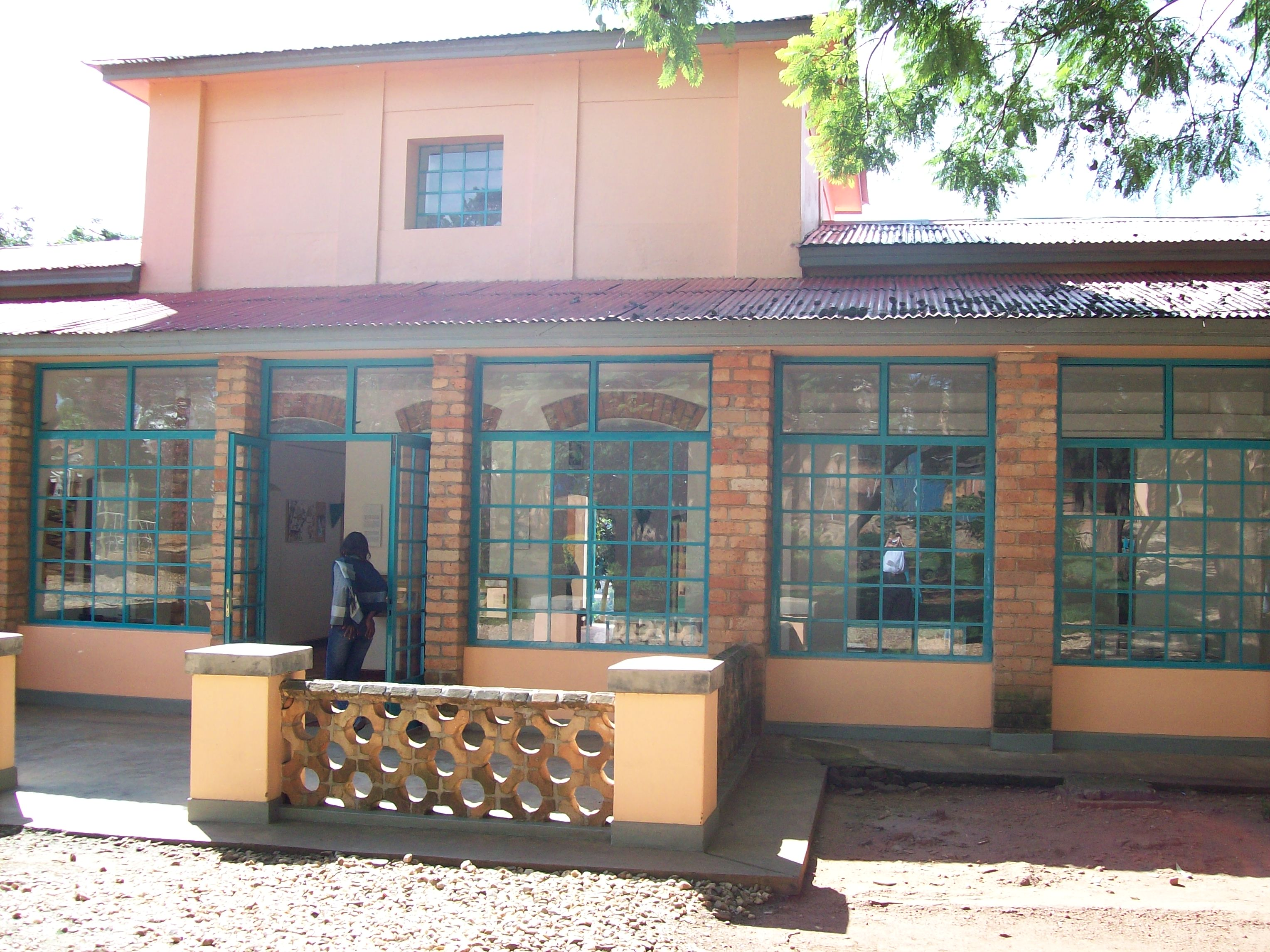
Entrée du musée.

Le musée est dédié à l'Allemand Richard Kandt, ses explorations et découvertes, et est établi dans son ancienne demeure localisée sur la colline Nyarugenge dans la ville de Kigali, transformée en musée d'histoire naturelle en 2006. 
Le musée s'efforce de montrer l'évolution de la vie, la description de la flore et de la faune des parcs naturels rwandais (Nyungwe, Akagera et des volcans), le contexte géologique du Rwanda, l'histoire partagée de l'Allemagne et du Rwanda et l'exposition de reptiles vivants (serpents) dans le but d'expliquer l'interrelation entre la nature et l'histoire. 
C'est également la meilleure vue sur trois montagnes, les monts (Kigali, Jali et Shyorongi) et la meilleure vue sur la vieille ville de Kigali. 

## Description
Le musée, autrefois connu sous le nom de Musée d'histoire naturelle (NHM), est situé KN 90, à environ un kilomètre du centre-ville de Kigali. Son nom a été modifié en « Kandt House Museum » le 17 décembre 2017. 
Le Kandt House Museum comprend trois parties principales :  
1. La première partie présente l'histoire du monarchisme au Rwanda et la vie rwandaise sous tous ses aspects (social, économique et politique) avant la période coloniale.
2. Dans la deuxième partie, qui est la plus importante, le musée retrace l'expérience du peuple rwandais pendant la période coloniale, plus précisément sous la domination allemande de 1884 à 1916, donc depuis la conférence de Berlin (1884-1885), tout au long de l'administration coloniale et pendant la Première Guerre mondiale. La vie de Richard Kandt et ses actions entreprises au Rwanda sont largement évoquées.
3. Une autre galerie, la troisième partie, présente l'histoire de Kigali : la ville avant l'époque coloniale, pendant l'époque coloniale et sa renaissance en tant que capitale du pays.

Des panneaux didactiques sont dressés sur l'esplanade arrière du musée.
Le seul vestige subsistant de l'ancien musée d'histoire naturelle est une exposition de serpents vivants et un crocodile (qui mesurait 1 mètre en 2017). En visitant cette partie en plein air, le site présente une vue spectaculaire sur les paysages environnants, dont une, imprenable, sur les montagnes environnantes (monts Kigali, Shyorongi et Jali).